# Коваленко Степан Ігнатович
Коваленко Степан Ігнатович (1855-?) — український селянин, депутат III Державної думи Російської імперії.
Народився й жив у містечку Лисянка в Лисянській волості Звенигородського повіту Київської губернії. Навчався у церковно-парафіяльній школі.
Брав участь у російсько-турецькій війні 1877—1878 років, дослужився до чину старшого унтер-офіцера, командував взводом. Був нагороджений Георгіївським хрестом 4-го ступеня.
Надалі був кандидатом у волосні старшини, розпорядником банку. Мав у володінні 6 десятин землі.

## У Державній думі
Обраний до III Державної думи Російської імперії у 1907 році, один зі 102 представників українських губерній. Належав до фракції правих. Виступав з лояльними до влади заявами, зокрема на засіданні 10 травня 1910 року заявив у контексті питання про введення земського устрою в Польщі: «Російський Государ нікого не ображає. Під його прапором всі благоденствують…» Разом з тим був серед 15 українських депутатів, що підтримали підписами законодавчу ініціативу (рос. законодательное предположение) «Про мову викладання у початкових школах місцевостей із малоросійським населенням»» на початку 1908 року. У своїх виступах висловлював консервативні погляди (наприклад, надання права змінювати віросповідання лише за наявності вищої освіти).